# Relações entre Afeganistão e Rússia
As relações entre Afeganistão e Rússia são as relações diplomáticas estabelecidas entre esses dois países, Afeganistão e Rússia. As relações foram controversas quando a antiga União Soviética invadiu o Afeganistão em 1979, precipitando uma reação negativa em grande parte do mundo muçulmano. As relações russo-afegãs melhoraram nos anos que se seguiram ao conflito, e a Rússia atualmente possui uma embaixada em Cabul e um consulado-geral em Mazar-e Sharif, e o Afeganistão tem uma embaixada em Moscou.

## História

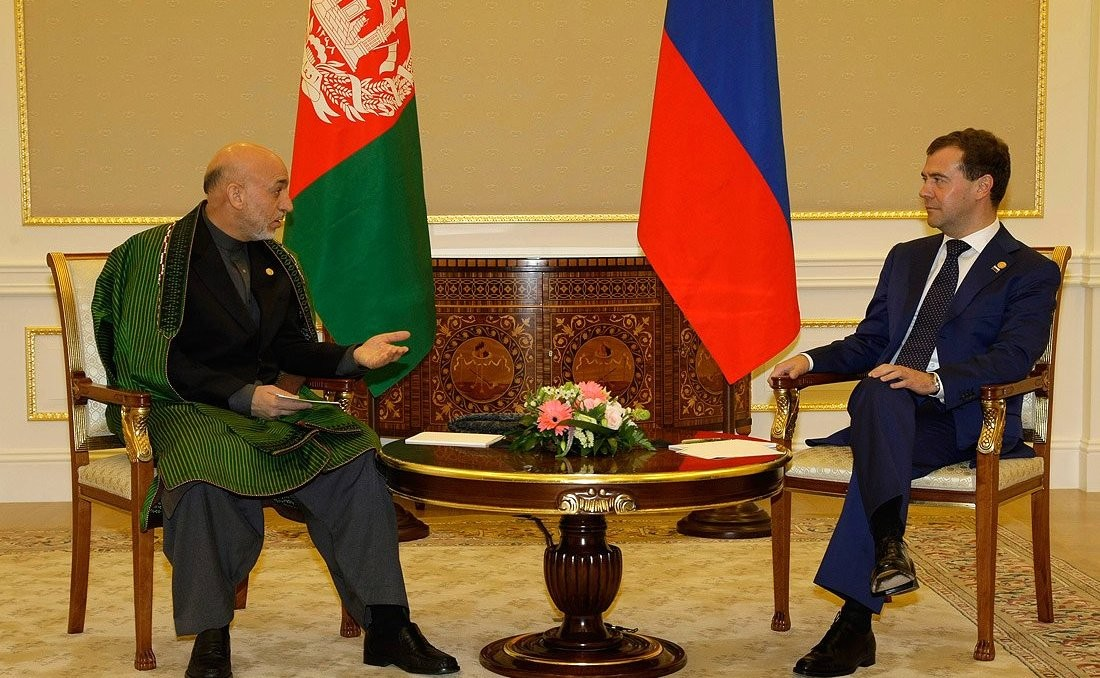
Hamid Karzai e Dmitry Medvedev.

No século XIX, o Afeganistão serviu como um Estado-tampão estratégico entre a Rússia czarista e o Império Britânico no subcontinente indiano. As relações do Afeganistão com Moscou tornaram-se mais cordiais após a Revolução Bolchevique em 1917. A União Soviética foi o primeiro país a estabelecer relações diplomáticas com o Afeganistão, em 1919 , após a Terceira Guerra Anglo-Afegã e assinou um pacto de não agressão afegão-soviético, em 1921, que também previa direitos de trânsito aos afegãos através da União Soviética. A ajuda soviética inicial incluía ajuda financeira, aeronaves e técnicos de atendimento e operadores de telégrafo.
Os soviéticos iniciaram um grande programa de assistência econômica no Afeganistão na década de 1950. Entre 1954 e 1978, o Afeganistão recebeu mais de 1000 milhões de dólares em ajuda soviética, incluindo uma substancial assistência militar. Em 1973, os dois países anunciaram um acordo de ajuda de US $ 200 milhões no desenvolvimento de petróleo e gás, comércio, transporte, irrigação e construção de fábricas. Após a invasão de 1979, os soviéticos aumentaram seus grandes compromissos de assistência para fortalecer a economia afegã e reconstruir o exército afegão. A União Soviética apoiou o regime de Najibullah, mesmo após a retirada das tropas soviéticas em fevereiro de 1989.
A Rússia tornou-se cada vez mais desencantada com o regime Taliban devido ao seu apoio aos rebeldes chechenos e pelo fornecimento de um santuário para os grupos terroristas ativos na Ásia Central e na própria Rússia. A Rússia forneceu assistência militar à Aliança do Norte, que acabou por se revelar uma força importante nos esforços para derrubar o regime Taliban durante a intervenção dos Estados Unidos em 2001, e apoiou a ofensiva estadunidense contra o território afegão.

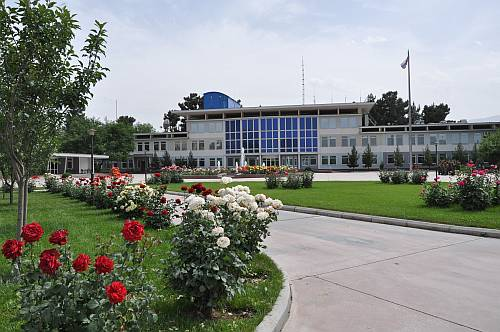
Embaixada da Rússia em Cabul, no Afeganistão.

Em outubro de 2010 o presidente afegão Hamid Karzai repreendeu a Rússia depois que suas forças entraram no país sem permissão. Ele também afirmou que a Rússia "viola a soberania afegã" numa missão conjunta com agentes dos Estados Unidos. 